# 윤태호 (1993년)
윤태호(1993년 7월 14일 ~)는 대한민국의 뮤지컬 배우다.

## 방송
- 더블 캐스팅 (2020) - Top12

## 공연
- 뮤지컬 <잭더리퍼> 10주년 기념공연 (2019)
- 스위니토드 (2019)
- 다윈 영의 악의 기원 (2021)